# Dżulis
Dżulis (arab. جولس) – nieistniejąca już arabska wieś, która była położona w Dystrykcie Gazy w Mandacie Palestyny. Wieś została wyludniona i zniszczona podczas I wojny izraelsko-arabskiej (al-Nakba), po ataku Sił Obronnych Izraela w dniu 11 czerwca 1948.

## Położenie
Dżulis leżała na niewielkim wzniesieniu położonym na nadmorskiej równinie, na północny wschód od miasta Gaza. Według danych z 1945 do wsi należały ziemie o powierzchni 13 584 ha. We wsi mieszkało wówczas 1 030 osób.
| własność gruntów | powierzchnia gruntów (hektary) |
| ---------------- | ------------------------------ |
| Arabowie         | 13 225                         |
| Żydzi            | 0                              |
| publiczne        | 359                            |
| Razem            | 13 584                         |

| Rodzaj użytkowanych gruntów | Arabowie (hektary) | Żydzi (hektary) |
| --------------------------- | ------------------ | --------------- |
| uprawy cytrusów             | 1 360              | 0               |
| uprawy nawadniane           | 931                | 0               |
| uprawy zbóż                 | 10 803             | 0               |
| nieużytki                   | 460                | 0               |
| zabudowane                  | 30                 | 0               |

## Historia
W 1596 wieś Dżulis posiadała 204 mieszkańców, którzy płacili podatki pszenicą, owocami, winoroślą i kozami.
W okresie panowania Brytyjczyków Julis rozwijała się jako niewielka wieś. W 1937 otworzono szkołę podstawową, do której w 1945 uczęszczało 86 uczniów. Był tutaj meczet oraz grobowce (sanktuaria) Rasm al-Farsha, Szejka Khayra i Khirbat al-Biyara.
Podczas wojny domowej w Mandacie Palestyny w dniu 12 maja 1948 wieś Dżulis zaatakowali członkowie żydowskiej organizacji paramilitarnej Hagana. Zdołali oni zająć tutejsze byłe brytyjskie koszary wojskowe, jednak nie zdołali przejąć kontroli nad samą wsią. W trakcie I wojny izraelsko-arabskiej w jej rejonie przechodziła linia frontu izraelsko-egipskiego. Egipcjanie wielokrotnie atakowali izraelskie pozycje w koszarach Dżulis. W dniu 11 czerwca Izraelczycy zajęli całą wieś. W trakcie walk została prawie doszczętnie zniszczona. Mieszkańcy uciekli, a pozostałych wypędzono.

## Miejsce obecnie
Na gruntach należących do Dżulis powstał w 1949 moszaw Hodijja.
Palestyński historyk Walid Chalidi, tak opisał pozostałości wioski Dżulis: „Ocalało tylko kilka domów. Większość z nich została wykonana z cementu i prostych elementów architektonicznych dachu, prostokątnych drzwi i okien... Jeden płaski dom ma dwie kondygnacje. Jeden dom położony w południowo-zachodniej części, jest zajęty przez Żydów”.